# 國崎出雲の事情
「國崎出雲の事情」（くにさきいずものじじょう）は、ひらかわあやによる日本の漫画作品。『週刊少年サンデー』（小学館）において、2010年7号から2014年17号まで連載。
女形の歌舞伎役者を主役に、歌舞伎役者の世界をコメディータッチで描いた漫画。話数のカウントは「第●幕」。

## 概要
『週刊少年サンデー』2009年12号に同名の読切が掲載されたが、作風としてはバトル要素がある和風ファンタジー漫画だった。その後、連載に際して設定が大幅にリファインされている。その他の詳細は読切作品を参照。
「女形」を拡大解釈していることもあり、男の娘の要素を積極的に取り入れている。そのため本作では主人公のほかにも、多くの女装男子が登場している。同性愛を思わせるきわどい描写をコメディ要素として扱っているが、少年誌ながら徐々に男性同士の真剣な恋愛を取り扱うようになった。
雑草社が発行する雑誌『ぱふ』にて、「読者が選んだまんがベストテン2011」新人賞第1位を獲得した。
作者の次回作である『天使とアクト!!』、『FIRE RABBIT!!』に本作のキャラクターがモブとして登場を果たしている。

## あらすじ
母親と二人暮らししていたが、旅に出た母の代わりに出雲をヤバいほど溺愛する父親の元へ行き、伝統芸能・歌舞伎の世界に入ってしまった、超絶美少年・國崎出雲。男にも女にも愛されてしまう出雲の、受難の日々が始まる。

## 登場人物
声はドラマCDのキャスト。

### 主要人物
國崎 出雲（くにさき いずも）
声 - 沢城みゆき
本作の主人公。四条河原高校芸能科1-B在籍(編入生)。誕生日は9月23日。身長158cm。血液型はO型。
歌舞伎一家「國崎屋」の跡取り息子。正真正銘の男であるが、美少女然のルックスの持ち主。そのルックスを活かして幼少から女形として舞台に出ていた。当初、女形を演じていることには何ら疑問を抱いていなかったが、ある日幼馴染みの柚葉の一言から自分が女形をやらされていることに気づき、母親と共に歌舞伎と溺愛する父親を「ド変態野郎」と拒んで國崎屋を去る。その後は母親と同居していたが、母親が突然一年間の海外旅行に出かけてしまったため、不本意ながら國崎屋に戻り、再び歌舞伎の世界に足を踏み入れることになる。
変わり者だらけな登場人物では数少ない常識人で正義感が強いが、同時にやや喧嘩っ早く、頭に血が上りやすく挑発に乗りやすい一面もある。運動神経は高く、また料理が得意。一方で幽霊が大の苦手。「（家業の）赤字」といった単語を耳にしたり、自分の弱点を握られそうになったりすると、強制的に女装させられてアイドル・キャバ嬢・メイドとしてこき使われる状況を妄想してしまう癖がある。作中ではその美貌から紗英をはじめとして、転校前後から同性のアプローチ（求愛）を受けることが多いため「男の中の男」に憧れている。しかし國崎屋に戻ってからは、加賀斗から「女形の勉強」として女物の服を着せられたり、玄衛に騙されてメイド喫茶でメイドとしてバイトする羽目になったりと、その望みから完全に遠ざかってしまっていることが悩みの種になっている。紗英が自分を庇って重症を負った事故をきっかけに、紗英に恋愛感情を抱くようになる。自分が男だと知られることで今の関係が壊れてしまう恐怖と紗英を騙し続ける事への罪悪感に悩んでいたが、紗英から真剣に交際を申し込まれ、遂に自分の想いと男である事を告白した。
梨園に復帰してからも女形を演じることが圧倒的に多く、そのため自分の家業については歌舞伎関係者を除いて隠している。連載当初は女形も歌舞伎も嫌っていたが、観客の声援で幼い頃の舞台に立っていた時の感覚を思い出し、徐々にだが歌舞伎の奥深さに触れるようになっていく。最近では立役（男役）も演ってみたいとぼやく事も。
役者として相当なポテンシャルや才能を秘めており、観客に楽しんでもらう事を至上の喜びとしている。また加賀斗に役者としての憧れを抱いており、演技指導や様々な稽古をこなし、努力を重ねている。お人好しかつ無鉄砲な性格でもあり、公演中では持ち前のアドリブ力で共演者の悩みに触れ、結末を変えることが多い。
作中では基本的に苗字か下の名前で呼ばれることが多いが、菅原兄弟からは『チビ（梅樹）』『メイド（松樹）』、柚葉からは『いっくん』、粂寺からはフルネーム、累からは『師匠』など、様々な呼称で呼ばれている。
栂敷 紗英（とがしき さえ）
声 - 岸尾だいすけ
四条河原高校芸能科2-A在籍。誕生日は4月1日。身長176cm。血液型はA型。出雲への呼称は「國崎くん」。
歌舞伎界の御曹司。当初は傲慢な性格で、自分のことを特別な存在だと思っており、普通科の女子を蔑む態度を取ったため、出雲と対立する。その後、「鳴神」公演で出雲と共演した際、他人を見下すことの愚かさを知って改心するが、共演の際に出雲が行った工作が原因で、出雲のことを「男装している女子」と誤解し本気で惚れてしまう。
「鳴神」以降、友人として出雲と行動を共にすることが増えるが、出雲に対して熱烈なアプローチを繰り返し、その度に出雲から鉄拳制裁を受けることがお約束となる。出雲のことを考えるとBL風に妄想することもしばしばだが、その反面、出雲に関することでは異常に勘が働く。作中で時折、出雲の身代わりとして変装をすることがあるが、基本的にバレバレである。
出雲から男であることを告げられた後も気持ちが変わることはなく、同性ゆえに生じるたくさんの問題も出雲と一緒に考えていきたいと伝える。
源 玄衛（みなもと くろえ）
声 - 悠木碧
四条河原高校芸能科1-C在籍。誕生日は5月5日。身長140cm。血液型はAB型。出雲への呼称は「出雲」。
歌舞伎一家「源屋」の一人息子。いわゆるロリショタ系で容姿が幼く、8年前から容姿が全く変わっていない。歌舞伎ではその容姿を活かして長年子役を演じてきたが、成長期を迎えたことで歌舞伎では子役を演じられなくなり、両親から歌舞伎を辞めて芸能界に入ることを求められる。しかし、「鎌倉三代記」で出雲と共演したことを機に芸能界入りを断り、以降も自分の意志で歌舞伎を続けている。
出雲のことを慕っており彼に異常なまでに迫る者へは怒りを露にするが、同時に彼のことをいじって楽しんでいる描写もしばしば見受けられる。同様に紗英とも仲が良く身長の問題から丈が足りない場合、紗英に抱えられたり椅子に座る際は膝に乗っていることが多い。出雲がメイド喫茶でバイトするきっかけを作った張本人だが、本人も出雲をダシにして喫茶の厨房に採用してもらっており、したたかで腹黒い性格であることが窺える。
菅原 梅樹（すがわら うめき）
声 - 谷山紀章
四条河原高校芸能科2-B在籍。誕生日は1月6日。身長174cm。血液型はB型。出雲への呼称は「チビ」。
歌舞伎界の有力一家「菅原屋」の長男。粗暴な言動が多く、弟の松樹とは険悪な間柄。当初は有力一家の長男という地位ゆえに優遇されてきた結果、粗暴な振る舞いをするようになったと思われていたが、「籠釣瓶花街酔醒」で松樹・出雲と共演した際、努力を重ねていた松樹に家を継がせてやりたいがために粗暴な振る舞いを続けていたことを明かす。その後、弟への態度は若干軟化している。しかし、数年続けていた粗暴さはすでに地になってしまっていて、それを生かした色悪を十八番としている。
内心では相手のことを思って行動することが多いが、それを周囲に伝えることがあまりないため誤解されやすく、悪者扱いされたりバカ扱いされたりすることが多い。身体能力は高く、作中では弟とともに複数の不良を相手取って、ほぼ無傷で倒している。外見に似合わず大の猫好きで、猫カフェの常連客。松樹曰く、柚葉と並ぶ料理下手。
作中の主要人物の中で、出雲と共演する回数が最も多いが、メイド喫茶回では逆に1人だけ猫カフェに入り浸っているためほとんど登場していない。紗英が出雲との関係に悩んだ際に、自分たちが歌舞伎を続ける限りはこの先数10年付き合いが続いていくのだから結論出すのは早いと諭している。
菅原 松樹（すがわら まつき）
声 - 緑川光
四条河原高校普通科1-F在籍。誕生日は2月24日。身長180cm。血液型はA型。出雲への呼称は「メイド」。
「菅原屋」の次男。兄の梅樹の不真面目さに愛想を尽かし、四条河原高校では芸能科ではなく普通科に通っている。普通科に通いながらも勉強と仕事を完璧に両立させており、勤勉な努力家で学業成績も優秀。それ故、作中で知識やそれに基づく分析を披露することも少なくなく、出雲からも頼りにされている。また兄同様身体能力も高く、文武両道を地でいく青年。
兄の梅樹との仲は険悪そのものだったが、「籠釣瓶花街酔醒」で梅樹・出雲と共演した際、兄の本心を知って誤解を解く。その後も兄に対して平然と「バカ兄貴」呼ばわりする態度は変わっていないが共演以前よりも行動を共にすることが多くなり、稽古も一緒に行っている。また兄の扱いは非常に上手く、紗英から感心されている。
出雲のバイト先であるメイド喫茶の常連客で、その関係で出雲のことを「メイド」と呼んでいる。ただしメイド喫茶に通うのは誰にも邪魔されず勉強するためであり、メイドが好きなわけではない。

### 國崎屋
元々は有名な歌舞伎一家であったようだが、出雲が去った8年間で没落しており、故に他の歌舞伎一家から見下される事も少なくない。出雲の復帰で徐々に立て直しているが、未だに立場は下である。
皇 加賀斗（すめらぎ かがと）
声 - 斎賀みつき
出雲の兄弟子。誕生日は10月30日。身長165cm。血液型はA型。出雲への呼称は「出雲」。
出雲が歌舞伎を離れてから入れ違いで國崎屋に入門した、女形の人気歌舞伎役者。出雲とは違い女装好き。「女形の勉強」として普段から女装しており、稽古着以外の私服は全て女物である。女装時の姿は男とは全く気づかれないほどであり、その華やかさからあらゆる人物を魅了する。
身体が弱く、無理をすると倒れてしまう。そのため、紗英・梅樹と同い年であるにもかかわらず高校には通っていない。カルタが得意。
國崎 八雲（くにさき やくも）
出雲の父で、「國崎屋」16代目。43歳。出雲への呼称は「出雲」。
父親であるにもかかわらず、可愛らしい息子（の女装姿）に萌えて興奮してしまう問題人物で、妻子のみならず一門の役者一同からも呆れられている（それが原因で妻子と別居していた）。今でも息子に過剰な愛情を示しており、息子に相談しないで勝手に彼の出演を決めたりするため、息子の怒りを買い鉄拳制裁を受けることもしばしば。
舞台にあがることは少ないのは、実力が劣るのではなく過去の怪我で長時間舞台に立てない体のため。それを知るのは弟子の中でも古株の冬政と上層部の人間のみと思われていたが、本人が周りには気付かれていないと思っているだけで、実際は皆気付いている。出雲の祖父（八雲の父）の追善興行の際は、國崎屋の面々に支えられて助六を演じ切った。
志賀 累（しが るい）
出雲の弟弟子。誕生日は6月14日。身長155cm。血液型はO型。出雲への呼称は「師匠」。
中学校の演劇鑑賞会で観劇した出雲の歌舞伎に魅せられ、出雲に弟子入りする。女形（女装）の技術は高く、出雲・紗英・玄衛・梅樹の4人からは当初女だと思われていた。
春一、秋彦、夏希、冬政（はるいち、あきひこ、なつき、ふゆまさ）
國崎屋に籍を置く役者たちで、通称「兄弟子ズ」。出雲への呼称は「出雲」。
春一（23歳）、秋彦（21歳）は最近になって役がつくようになった。夏希（35歳）と冬政（38歳）は一家の古株で、演目によっては主役も務める。
出雲には余計なことを背負い込まず、歌舞伎を楽しめるようになって欲しいと考えているが、國崎屋の立場の弱さと出雲のムラっ気の板挟みに苦労している。

### 歌舞伎役者
薊 清良（あざみ きよら）
新鋭の歌舞伎「斬歌舞伎」の役者。誕生日は6月30日。身長171cm。血液型はAB型。出雲への呼称は「出雲くん」。
元は梨園の役者だったが、自らの態度が原因で師匠に破門されてしまい、以降「梨園の御曹司」を逆恨みして出会った歌舞伎役者をいじめて潰していた。しかし出雲との出会いを通じ、師匠と和解する。師匠曰く「根はいい子」。
六都（りくと）、十（みつる）、義晴（よしはる）
斬歌舞伎のメンバー。梨園からは破門された者たちだが、清良と同様に芸が下手という訳ではない。斬歌舞伎に移ってからも稽古を怠けている訳ではなく、むしろ稽古漬けで出会いもない日々を送っている。そのためか出雲の取る行動に狼狽えたりときめいたりした。
清良の師匠
清良の叔父。兄である死んだ清良の父に代わって清良を育てていたが、態度が悪かったので破門した。茶道や剣道をしていたらしく、出雲達が清良の舞台のチケットを渡すために薊屋に来たときには、出雲たちにお茶を点てたり、日本刀で紗英の服に切りつけていた。髪が長く、後ろで結んでいる。
佐倉 伊織（さくら いおり）
歌舞伎一家「佐倉屋」の5代目。誕生日は3月19日。身長175cm。血液型はO型。出雲への呼称は「出雲くん」。
大学生。清良に誘われて斬歌舞伎に参加した。性格は天然で、極めてポジティブ。
伊左屋 藤次郎（いざや とうじろう）
声 - 真殿光昭
上方歌舞伎の役者。誕生日は8月10日。身長182cm。血液型はB型。天然パーマで、紗英や玄衛から「モジャ夫」と呼ばれている。出雲への呼称は「出雲」。
東京の公演に呼ばれ、街中で歌舞伎の一人芝居をしていたところで出雲と出会い、出雲に無理矢理観光案内をさせる。東京では國崎屋に滞在。強引な性格で協調性があまりない。梅樹とは仲が悪かったが、「曾根崎心中」で共演する中で今まで演じた役よりも、最高の出来と満足しながら心機一転、新たな心構えで役者としての一歩踏み出し、帰阪した。後に出雲により、四条河原高校の学園祭に招待されている。
幸嶋 庵寿郎（ゆきしま あんじゅうろう）
歌舞伎界の大御所。誕生日は12月29日。身長177cm。血液型はA型。出雲への呼称は「坊主」。
人間国宝と呼ばれるほどベテランの女形。得意演目は「阿古屋」。梨園の生まれではなく、古典主義に酔いしれる客やそのぬるま湯に浸かる役者が嫌いで、また伝統を重視しすぎて歌舞伎が古くなることも恐れ、いつか変えてやろうと野心を抱き続ける革新派。次の世代を待ち望んでおり、「野崎村」で結末を変えた出雲に期待を寄せる。
葵（あおい）、草太（そうた）
庵寿郎の弟子。草太は庵寿郎のやり過ぎることを心配している。葵は人当たりが良く温厚。
井神 久伍（いかみきゅうご）
歌舞伎界の大御所で、幸嶋と同世代。
幸嶋とは対照的に、保守的で伝統を重んじる古典派。そのためアドリブを多用し、脚本まで改編する出雲を快く思っていない。性格は極めて一方的。60数年前の若手時代には幸嶋とのコンビで人気を博しており、新しい芝居に挑戦しようという意欲もあったが、復活狂言の稽古で親から資料と共に型を外れることに対して叱責を喰らい、保守派に転向した。
井神 仙（いかみ せん）
井神の親戚筋。誕生日は10月10日。身長171cm。血液型はA型。出雲への呼称は「出雲くん」。伊織とは正反対で、性格は極めてネガティブ。
あがり症でとろくて覚えが悪いので井神久伍から破門された。現在は斬歌舞伎に所属している。
保守派の生まれの為か、見得のように動かずにいるのが得意。それを生かして「四の切」では清良との二人一役で狐忠信の逆宙乗りを成功させた。それをきっかけに自信をつけ、普通に舞台に立てる程に成長した。
山城 名護弥（やましろなごや）
歌舞伎界切っての若手。誕生日は7月5日。身長186cm。血液型はA型。出雲への呼称は「レディ」。
人柄の良さから役者や観客、裏方問わずいろんな男性から人気を得ている。出雲に対するレディの呼び名も女形の出雲に対して敬意を表したもの。古典に忠実な芝居ができるも、出雲と共演したときはラストを変えている。
その一方で抜け目がなく、思ったことはズバッと言う。また、料理も上手い。紗英からは「ラテン系バンデラス」と呼ばれている。
駒野 蝶介（こまの ちょうすけ）
誕生日は3月7日。身長196cm。血液型はO型。出雲への呼称は「坊や」。
太った女性のような外見をしているが、れっきとした男性かつ立ち役で、オカマ口調で話す。若い頃は痩せていたが、（男相手に）失恋するたびに自棄食いして太ったことで得た恰幅の良さから公家や悪役などが得意。
当初は男性らしくない出雲のことを毛嫌いしていた。
羽唯 花（はねい かずら）
復活狂言のオーディションにて女形で決勝まで残った一人。誕生日は4月4日。身長172Cm。血液型はB型。
梨園の生まれではないが、実家は舞踊家。幼い頃から抜きんでた才を発していたが周囲からは持て余されていた。本人も周囲との温度差は感じ、作中の年の正月にいきなり歌舞伎に転向した。
文字通りの天才肌で発想も豊か。同時に度を越した自由人で同時に方向音痴。思い立ったら行動に移すタイプで、幼少時に家族になにも言わずに3日間も姿を消し、どこに行っていたかと聞いたら富士山を見に河口湖に行っていた。

### 四条河原高校
柚葉の祖父が作った私立校。
普通科と芸能人が通う芸能科と分かれている。芸能科は芸能活動によって単位を取得することができるが、授業に出ていない分は課題が出るし、定期試験もあり、赤点なら当然補習となる。
仲村 柚葉（なかむら ゆずは）
声 - 喜多村英梨
芸能科1-A在籍。歌舞伎一家「仲村屋」の一人娘で、出雲の幼馴染み。誕生日は4月16日。身長156cm。血液型はB型。出雲への呼称は「いっくん」。
幼少時の出雲が父親に女形をさせられていることを何気なく聞いた一言で気づかせ、彼を歌舞伎（女形）嫌いにさせると同時に國崎屋を没落させる原因を作ってしまった張本人（本人には悪気も自覚もなし）。加賀斗のファンである。自覚なしの料理下手。
作中において、今までのあらすじ（出雲の経歴）や、出雲の近親者の素性を紹介したりする狂言回しの役として登場することもある。
蓮、圭（れん、けい）
声 - 成瀬誠、朝比奈拓見
芸能科1-B在籍。
アイドル歌手。出雲の友人だが、出雲が歌舞伎役者であることは知らない。蓮は歌舞伎のルールを知らなかったこともあって加賀斗に一目惚れするが、俳優際に訪れた際、加賀斗が男だと知らされるも予想よりショックを受けた様子はなかった。
校長
柚葉の父で、四条河原高校の校長。普段は愛想というものが無く仏頂面だが、駒野によると若い頃はクールなイケメンと取られていた。歌舞伎役者としての心構えがなっていない出雲たちの行動に頭を悩ませているが、後述の生徒会室メンバーの様に「才にも力にも恵まれながら、何らかの問題を抱えた者」を守る姿勢も見せている。
粂寺 皐（くめでら さつき）
声 - 小林ゆう
四条河原高校の生徒指導教諭。誕生日は5月13日。身長170cm。血液型はB型。出雲への呼称は「國崎出雲」。
厳格に見えるが、その本性は女形を「美味しそう」などと言いヨダレを垂らす変態で、出雲を狙っている。その上、教育者として問題がありすぎる発言を度々行う。子供の頃は歌舞伎（特に女形）のファンだったが、ある役者の横柄な態度が原因で歌舞伎嫌いになってしまう。そういったことから風紀を乱す出雲・紗英・玄衛を停学にしようとするが、彼らの主演舞台「三人吉三」に魅せられ、停学を撤回した。

#### 生徒会室
生徒会室を溜まり場とするエリート集団。自分勝手な性格な者ばかりでお互いの事を干渉しない姿勢を貫いているが、それぞれが何かしらのトラウマを抱えており、仲間が困っている時には助けようとする思いやりも持つ。
篠竹 禄（すずたけ ろく）
芸能科2年。誕生日は8月3日。身長188cm。血液型はB型。出雲への呼称は「ガキ」。
海外での公演を主に行っている歌舞伎役者で、久しぶりに日本に帰って来たところを出雲と出会い、その後、柚葉の友達の件で対立する。　
芸は一流だが中身は三流以下と揶揄される危険人物で、松樹は梅樹より問題児と発言している。事実、些細なことでターゲットとした人物を卑劣な手段で追いつめている。実際には気弱な性格で、兄弟子（歌舞伎からは既に引退）からも「堂々としろ」と言われていたが、かなり間違った方向に進んでいた事を出雲との共演で自覚した。
桐矢 臣（きりや じん）
芸能科3年。誕生日は7月12日。身長181cm。血液型はO型。出雲への呼称は「おチビさん」。
子役時代から世間の注目を浴びている若手の人気映画俳優。ドラマの共演を通して出雲を歌舞伎から引退させ、生徒会に引き入れようとする。
芸術のためならヌードを躊躇いもなく披露するような性格の人物で、出雲からは「変態」呼ばわりされている。出雲を生徒会に引き入れようとした理由は、世間から植えつけられたイメージから抜け出せずに止まっていた成長の糸口を、唯一自分の弱点を見抜いてくれた出雲に求めたからであった。出雲の言葉により自分が楽な道を進んでいることに気づき、監督の反対を退けて今までとは違った演技を見せ、固まったイメージから脱却した。
八薙 要（やなぎ かなめ）
芸能科1年。誕生日は11月26日。身長168cm。血液型はA型。出雲への呼称は「國崎くん」。
蓮、圭と同じ事務所に所属する人気アイドル。頭が良く、真面目な性格。出雲が原因でゴシップ記事を書かれてしまい、失点を取り戻すために出雲に共演を要求する。
芸能界に入る前はクラスメイトと馴染めず、かつてユニットを組んでいた相方も不祥事により自分の下から去ってしまった事が原因で度が過ぎる程の完璧主義者になっていたが、出雲との共演で純粋だった頃の自分を取り戻す。
白木 菊雄（しらき きくお）
芸能科3年。誕生日は1月1日。身長172cm。血液型はAB型。出雲への呼称は「17代目」。
生徒会室四人のリーダー。1年の謹慎処分を受けていた歌舞伎役者。問題のある性格から行き場所が無い篠竹達を拾い今の生徒会室を作った張本人で、篠竹達からは恩人として慕われている。加賀斗とも幼少期から面識がある。ハイライトの無い目をしていて、手錠と長い鎖のついた首輪をつけている。
歌舞伎に対する情熱が無い父親から愛情を注がれず、稼ぎ手にするためだけに幼い頃から稽古を強要させられており、謹慎処分を受けたのも役者としての芸より御贔屓相手の接待を重視する父親に暴力を振るったため、この時に父親は右目を失っている。それ故に歪んだ性格になっていたが、出雲との共演がきっかけで自分を思ってくれる仲間の大事さに気付く。謹慎によって留年しており、復帰したらしたで出演依頼が多くて出席日数が足りず再び留年。
役者としての実力は本物で、男役も女役も両方こなせるが、芝居に没入しすぎると止まらなくなる危うさがある。それを抑えるためか手錠や鎖で自身を拘束している。

### その他
國崎 美月（くにさき　みつき）
出雲の母。出雲のルックスは母親から受け継がれたものでもある。
気まぐれな性格で、女形をさせられる出雲の将来を心配したため共に夫と別居したが、出雲に断りなく友人と海外旅行に行ってしまい、出雲が再び歌舞伎を始める原因を作ったと同時に、國崎屋の危機的状況を知るきっかけにもなった。出雲同様に思い込みが激しい部分があり、歌舞伎や女形を嫌っていた出雲が歌舞伎に傾倒しているのは「洗脳されている」と勘違いしていた。俳優祭で出雲が多くの役者と交流し、生き生きと歌舞伎を楽しんでいることを知って一度は別居を解消するが、國崎屋の現状を知って今度は挨拶回りに出て行ってしまう。
実は本人も梨園の生まれで八雲と結婚するまでは他の世界を知らず、別居するようになってから反動で色々な物ごとに好奇心の赴くまま行動している。
各務 秀一郎（かがみ しゅういちろう）
國崎家のご贔屓筋の家の息子。
母親を早くに亡くし、父親は仕事ばかりで自分に構ってくれなかったことから親の愛情を知らずに育ってきた。しかし出雲の「四谷怪談」をきっかけに、父子の関係を修復した。
橘 杏李（たちばな あんり）
声 - 松嵜麗
出雲のバイト先のメイド喫茶の人気No.2。ややツンデレな性格。誕生日は6月7日。身長160cm。血液型はO型。出雲への呼称は「出雲」。
出雲が来るまで店の人気No.1だったため、その座を奪った出雲を敵視し、何かとつっかかってくるのだが、出雲に庇われてから彼が気になる存在になっている。ただし、出雲が男であることは全く知らず、上半身裸を見ても気付かない。
普段はボーイッシュな服装であり、メイド喫茶の男装デーでも執事姿を完璧に着こなしていた。その立ち居振る舞いは出雲に教えを請われるほど。
メイド喫茶で働く前は、近くの劇場でチームを組んで歌手をしていたが、息が合わずすぐに解散してしまい、落ち込んでいた所を今の店の店長に誘われた。
その後、出雲が男だと本人から聞かされるが、紗英を意識する出雲のことを松樹が好きだと勘違いしてしまった。高校一年生。
雨宮 梗子（あまみや きょうこ）
歌舞伎で使用する小道具を作る小道具方の見習い。17歳。本当は芝居の道に進みたかったが、歌舞伎は男性しか出来ないため、また物が好きだったため小道具方になった。
出雲達若手役者を「ヒヨッコ役者」扱いしており、役者としてはあまり認めていない様子。庵寿郎のような大御所のファンである。
松樹とはお互い職人気質である為か、こだわりが強いあまりに口論になっていた。
一つ一つ大事に作っている小道具を出雲に「使わせてもらえるならどれでもいい」と言われたことに怒りを表したが、出雲の機転により最終的には和解した。
物に対する執着心が強く、袖がほつれていたため出雲が捨てたパーカーをごみ箱から引きずり出し、自ら着ていた。

## 作中で披露された演目
- 廓文章…夕霧‐皇加賀斗→國崎出雲（代役）
- 鳴神…鳴神上人‐栂敷紗英/雲の絶間姫‐國崎出雲/白雲坊‐國崎春一/黒雲坊‐國崎秋彦
- 鎌倉三代記…三浦之助‐源玄衛/時姫‐國崎出雲
- 三人吉三…お嬢吉三‐國崎出雲/お坊吉三‐源玄衛/和尚吉三‐栂敷紗英
- 籠釣瓶花街酔醒…次郎左衛門‐菅原松樹/八ッ橋‐國崎出雲/栄之丞‐菅原梅樹
- 四谷怪談…民谷伊右衛門‐菅原梅樹/お岩‐國崎出雲
- ヤマトタケル…小碓命‐薊清良/弟橘媛‐國崎出雲/タケヒコ‐佐倉伊織
- 曾根崎心中…徳兵衛‐伊左屋藤次郎/九平次‐菅原梅樹/お初‐國崎出雲
- 紅葉狩…平維茂‐篠竹禄/更科姫（実は鬼女）‐國崎出雲
- 桜姫東文章（を原作にしたドラマ「桜姫」）…清（清玄）‐桐矢臣/桜姫（桜）‐国崎出雲
- 吉野山…忠信‐八薙要/静御前‐国崎出雲
- 野崎村#伝統芸能…お光‐白木菊雄/お染‐国崎出雲/久松‐栂敷紗英
- 阿古屋…阿古屋‐幸嶋庵寿郎、国崎出雲
- 白波五人男…日本駄右衛門‐栂敷紗英/弁天小僧菊之助‐国崎出雲/忠信利平‐菅原松樹/赤星十三郎‐源玄衛/南郷力丸‐菅原梅樹
- 本朝廿四孝…第5巻：八重垣姫‐皇加賀斗/武田勝頼‐栂敷紗英、第12巻：八重垣姫‐国崎出雲/武田勝頼‐国崎夏希
- 法界坊…第13巻：法界坊 - 伊左屋藤次郎
- 染模様忠義愛御書…第13巻：印南数馬‐国崎出雲/大谷友衛門‐山城名護弥
- 女暫…第14巻：巴御前 - 國崎出雲/蒲冠者 範頼 - 駒野蝶介
- 新・三国志…第14巻
- 四の切…第15巻：源九郎判官義経 - 佐倉伊織/静御前 - 國崎出雲/佐藤忠信、源九郎狐 - 薊清良、井神仙
- 助六…第15巻：花川戸助六 - 國崎八雲/三浦屋 揚巻 - 國崎出雲/三浦屋 白玉 - 皇加賀斗/髭の意休 - 國崎冬政/門兵衛 - 國崎春一/福山かつぎ - 國崎秋彦/助六の兄 新兵衛 - 國崎夏希/新造 - 志賀累
- 仮名手本忠臣蔵…第16巻に登場した長野県の村で行われる地芝居：
- 都花鳥恋歌 花と鶴…第17・18巻でオーディションから進められた復活狂言：
- 質庫魂人形舞踊…第19巻：

## 単行本
1. 2010年4月16日発売 ISBN 978-4-09-122270-1
2. 2010年7月16日発売 ISBN 978-4-09-122476-7
3. 2010年10月18日発売 ISBN 978-4-09-122627-3
4. 2011年1月18日発売 ISBN 978-4-09-122768-3
5. 2011年4月18日発売 ISBN 978-4-09-122852-9
6. 2011年7月15日発売 ISBN 978-4-09-123179-6
7. 2011年10月19日発売 ISBN 978-4-09-123333-2 / ドラマCD付き限定版 ISBN 978-4-09-941725-3
8. 2012年1月18日発売 ISBN 978-4-09-123520-6
9. 2012年4月18日発売 ISBN 978-4-09-123647-0
10. 2012年7月18日発売 ISBN 978-4-09-123789-7
11. 2012年9月18日発売 ISBN 978-4-09-124014-9 / ドラマCDつき限定版 ISBN 978-4-09-941804-5
12. 2013年1月18日発売 ISBN 978-4-09-124168-9
13. 2013年3月18日発売 ISBN 978-4-09-124239-6
14. 2013年6月18日発売 ISBN 978-4-09-124314-0
15. 2013年9月18日発売 ISBN 978-4-09-124376-8
16. 2013年12月18日発売 ISBN 978-4-09-124508-3
17. 2014年3月18日発売 ISBN 978-4-09-124576-2
18. 2014年5月18日発売 ISBN 978-4-09-124618-9
19. 2014年6月18日発売 ISBN 978-4-09-124650-9

## 読切作品
『週刊少年サンデー』2009年12号に掲載された読切作品（後に別冊に再録された事もある）。「主人公の出雲が『出雲の阿国』に変身して異能者『傾奇者』を退治する」という設定で、出雲の性格も｢女形ばかりやらされるのが嫌なだけの歌舞伎役者」と若干違う。

### 用語
傾奇者（かぶきもの）
戦国時代から伝わる特異能力者。先祖から伝わる「遺品」を媒体に通常ではありえない身体能力・破壊力を発揮する姿に「変身」する能力を持つ。江戸以降、役者に扮して正体を隠していた為か変身した姿がまんま歌舞伎風になっている。

## 備考
- 2010年7月に発売されたフラワーコミックス・ちゃおコミックスに小冊子『國崎出雲の事情 大ヒット記念スペシャルお試しBOOK』が付属されている。これは少年たちだけでなく、少女たちに本作を知ってもらうために縮小した第1話が全部読めるものである。